# Helmut Kramer (Wirtschaftswissenschaftler)
Helmut Kramer (* 4. Juli 1939 in Bregenz; † 28. November 2023 in Wien) war ein österreichischer Wirtschaftswissenschafter. Kramer war von 1981 bis 2005 Leiter des Österreichischen Instituts für Wirtschaftsforschung und von 2005 bis 2007 Rektor der Universität für Weiterbildung Krems.

## Beruflicher Werdegang
Helmut Kramer, der 1939 in der Vorarlberger Landeshauptstadt Bregenz geboren wurde und auch in Vorarlberg aufwuchs, studierte Rechtswissenschaften an der Rechtswissenschaftlichen Fakultät der Universität Wien. An der Universität Wien wurde er 1963 auch zum Doktor der Rechtswissenschaften (Dr. iur.) promoviert.
Von 1971 bis 1981 war Kramer stellvertretender Leiter des WIFO, des Österreichischen Instituts für Wirtschaftsforschung, und hielt parallel dazu an der Wirtschaftsuniversität Wien ein Seminar für Finanzwissenschaft. Ab dem Jahr 1981 bis 2005 war er in der Folge Leiter des WIFO und gleichzeitig Mitglied des Beirats für Wirtschafts- und Sozialfragen in Wien. In den Jahren 1986 bis 1993 hielt er ein Seminar für Europäische Integration an der Universität Wien, 1991 wurde er zum Honorarprofessor für Österreichische Wirtschaftspolitik ernannt.
2005 lehrte Helmut Kramer Makroökonomische Politik der Europäischen Union an der Universität Innsbruck. Im selben Jahr wurde er zum Rektor der Universität für Weiterbildung Krems gewählt, was er bis 2007 blieb. Er war auch Mitglied im Wissenschaftlichen Beirat des oberösterreichischen Think Tanks Academia Superior – Gesellschaft für Zukunftsforschung. Kramer war zuletzt auch Mitglied im Vorstand der Österreichischen Plattform für Interdisziplinäre Altersfragen (ÖPIA).
Am 28. November 2023 verstarb Kramer in Wien. Er wurde am Hietzinger Friedhof bestattet.

## Auszeichnungen
- 2004: Österreichisches Ehrenkreuz für Wissenschaft und Kunst I. Klasse[4]
- Großes Goldenes Ehrenzeichen des Landes Steiermark
- Silbernes Ehrenzeichen des Landes Vorarlberg
- 2001: Vorarlberger Wissenschaftspreis